# Gino Baggiani
Gino Baggiani (Empoli, 5 giugno 1911 – 27 maggio 1973) è stato un calciatore e allenatore di calcio italiano, di ruolo portiere.

## Carriera
Giocò alcune stagioni in Serie A con la Fiorentina.